# آتش‌سوزی بزرگ آنگن
آتش‌سوزی بزرگ آنگن (به ژاپنی: 安元の大火 あんげんのたいか)، آتش‌سوزی‌ای بود که در سال ۱۱۷۷ هی‌آن-کیو (کیوتوی امروزی) را فرا گرفت و حدود یک سوم پایتخت آن زمان را نابود کرد. این واقعه توسط فوجیوارا نو کانه‌زانه ثبت شده است.

## شیوع آتش‌سوزی
آتش‌سوزی ساعت ۱۰ شب رخ داد. ساعت ۸ شب، فوجیوارا نو کانه‌زانه مراسم سوگواری را به پایان رساند و در جایی نوشته شده که «شاهزاده خانمی نیز در این شب سوگواری خود را به پایان رساند.» (متن مشخص نمی‌کند کدام شاهزاده خانم).
او به هوای صاف اشاره کرد و نوشت: «حدود ساعت ۸ شب، من مراسم پایان دادن به سوگواری را در بستر رودخانه انجام دادم. پرنسس نیز در این شب به سوگواری خود پایان داد. چمبرلین به پرنسس [یوشیمیچی، پسر کانه‌زانه] در مقابل محل اقامتش به سوگواری پایان داد.» او به نوشتن ادامه داد و در نهایت با اشاره به آتش‌سوزی گفت: «حدود ساعت ۱۰ شب، آتش‌سوزی در جهت شمالی رخ داد. من شنیدم که آتش از هیگوچی-تومینوکوجی شروع شده است.» در آن زمان، کانه‌زانه بیمار بود و در خانه مانده بود. به همین دلیل، او مجبور شد از یک خدمتکار بخواهد که وضعیت را ارزیابی کند.